# Michal Hornstein

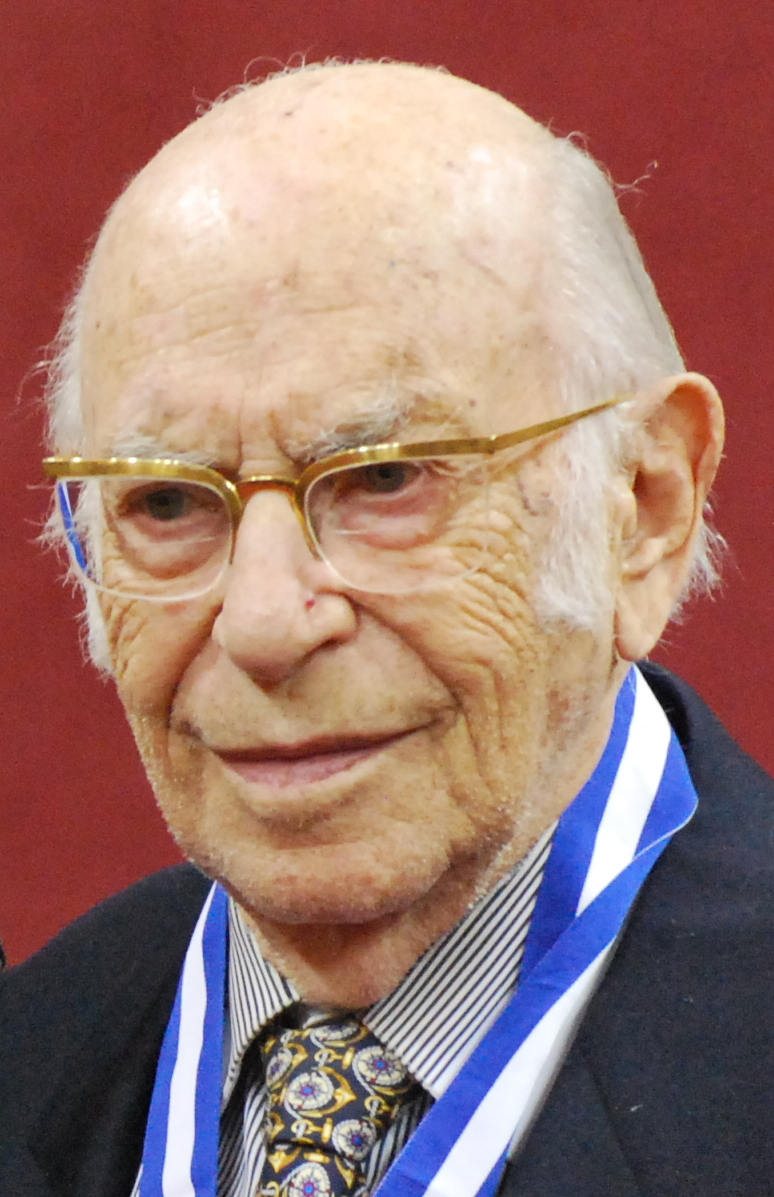
Michal Hornstein (2013)

Michal Hornstein (* 17. September 1920 in Tarnów; † 25. April 2016 in Montreal) war ein in Polen geborener kanadischer Geschäftsmann, Kunstsammler und Philanthrop.

## Leben
Er wurde in einer orthodoxen jüdischen Familie in Tarnów geboren und wuchs in Krakau auf. Dort absolvierte er eine Handelsschule.
Im Jahr 1939 wurde er von der deutschen Armee gefangen genommen und nach Auschwitz deportiert. Bevor der Zug jedoch das Konzentrationslager erreichte, sprang Hornstein aus dem Zug. Während viele seiner Familienmitglieder und Freunde im Krieg ums Leben kamen, versteckte er sich im Anschluss in den Wäldern der Tschechoslowakei vor den Nazis. Später lebte er in Budapest, bevor er schließlich nach Bratislava ging.
In Bratislava traf er Renata Witelson, eine weitere polnische Jüdin, die vor der Verfolgung durch die Nazis geflohen war. Witelson hatte den Großteil des Krieges im Versteck verbracht – im Warschauer Ghetto, in einem Kloster, bei einer polnischen Familie und in sicheren Unterkünften. Das Paar lernte sich in einem dieser Unterschlüpfe kennen und heiratete 1946 in Rom. Auf Anregung des kanadischen Botschafters in Italien wanderte er 1951 nach Kanada aus und ließ sich in Montreal nieder. 1957 erhielt er die kanadische Staatsbürgerschaft. Er gründete das Unternehmen Federal Construction Ltd., eine Immobiliengesellschaft, mit der er sein Vermögen machte. Bis zu seinem Tod blieb er Präsident des Unternehmens.

### Zusammenarbeit mit dem Montrealer Musée des beaux-arts de Montréal
Die Hornsteins waren bedeutende Mäzene wichtiger Einrichtungen in Montreal, einschließlich Krankenhäusern und Universitäten. Besonders eng waren sie jedoch mit dem Musée des beaux-arts de Montréal (Montreal Museum of Fine Arts, MMFA) verbunden. Michal Hornstein war seit 1970 fast ununterbrochen Mitglied des Kuratoriums dieses Museums. Er spielte eine wichtige Rolle bei der Beschaffung von Mitteln für die Sammlung des Museums. Zusätzlich häufte er eine umfangreiche Sammlung von Renaissance-Gemälden an und trug dazu bei, Millionenbeträge für die Restaurierung und Erweiterung des Museums aufzubringen. Er trug selbst zur Sammlung bei, indem er rund 420 Kunstwerke stiftete, und war am Erwerb von 23 weiteren Werken beteiligt. Im Jahr 2012 gab das Ehepaar bekannt, dass es dem Museum seine Sammlung von 75 Gemälden Alter Meister schenkt. Das MMFA bezeichnete dies als die größte private Schenkung, die jemals an ein Museum in Quebec gemacht wurde. Die Sammlung wurde im neu errichteten Pavillon pour la Paix Michal et Renata Hornstein untergebracht, der 2016 eröffnet wurde.

### Andere philanthropische Aktivitäten
Die Hornsteins haben mit ihren Spenden auch das Bildungs- und Gesundheitswesen unterstützt. Im Jahr 1998 gründeten sie das Renata-Hornstein-Stipendium für Absolventen der Künste. Das Stipendium ermöglicht jedes Jahr zwei Studenten ein Aufbaustudium an der Concordia-Universität in Montreal. Außerdem haben sie das Institut de Cardiologie de Montréal finanziell unterstützt. Ebenso das Hôpital Général de Montréal, das Hôpital Notre-Dame und das Jewish General Hospital. Das Centre hospitalier de l’Université de Montréal hat eine auf die Parkinson-Krankheit spezialisierte Abteilung eingerichtet, die als Renata Hornstein Evaluation Centre bekannt ist.  

### Privatleben
Michal und Renata Hornstein hatten eine Tochter namens Sari und einen Sohn namens Norbert, der Professor für Linguistik an der Universität von Maryland ist.
Michal Hornstein verstarb am 25. April 2016 im Alter von 95 Jahren in seinem Haus in Montreal. Weniger als drei Monate später, am 22. Juli 2016, verstarb seine Frau Renata im Alter von 87 Jahren.